# Öxarárfoss
Öxarárfoss es una pequeña cascada en el parque nacional Þingvellir, en Islandia. Se encuentra en el curso del río Öxará, que en este punto fluye por un campo de lava. La base de la cascada está llena de rocas. Se cuenta que el curso del río fue desviado hacia este lugar para abastecer de agua a los miembros del Alþingi.